# Yukihide Gibo
Yukihide Gibo (født 2. april 1996) er en japansk fodboldspiller.
Han har spillet for flere forskellige klubber i sin karriere, herunder FC Ryukyu.